# Liste der Bodendenkmäler in Hohenpolding
Auf dieser Seite sind die Bodendenkmäler in der oberbayerischen Gemeinde Hohenpolding zusammengestellt. Diese Tabelle ist eine Teilliste der Liste der Bodendenkmäler in Bayern. Grundlage ist die Bayerische Denkmalliste, die auf Basis des Bayerischen Denkmalschutzgesetzes vom 1. Oktober 1973 erstmals erstellt wurde und seither durch das Bayerische Landesamt für Denkmalpflege geführt wird. Die folgenden Angaben ersetzen nicht die rechtsverbindliche Auskunft der Denkmalschutzbehörde.

## Bodendenkmäler in Hohenpolding
| Lage                     | Objekt | Akten-Nr.     | Bild                                                      |
| ------------------------ | --- | ------------- | --------------------------------------------------------- |
| (Standort)               | Siedlung vor- und frühgeschichtlicher Zeitstellung. | D-1-7538-0015 |                                                           |
| (Standort)               | Untertägige mittelalterliche und frühneuzeitliche Befunde im Bereich der katholischen Filialkirche Heilig Kreuzauffindung in Sulding und ihrer Vorgängerbauten.                                           | D-1-7538-0429 | Untertägige mittelalterliche und frühneuzeitliche Befunde |
| Schulstraße 7 (Standort) | Untertägige mittelalterliche und frühneuzeitliche Befunde und Funde im Bereich der katholischen Pfarrkirche und ehemaligen Wallfahrtskirche Mariä Heimsuchung von Hohenpolding und ihrer Vorgängerbauten. | D-1-7638-0094 | Untertägige mittelalterliche und frühneuzeitliche Befunde |
| (Standort)               | Untertägige mittelalterliche und frühneuzeitliche Befunde und Funde im Bereich der katholischen Filialkirche St. Lambertus von Amelgering und ihrer Vorgängerbauten.                                      | D-1-7638-0202 | Untertägige mittelalterliche und frühneuzeitliche Befunde |